# 勝井建設工業
勝井建設工業株式会社（かついけんせつこうぎょう）は、日本の建設会社。北海道岩見沢市岡山町12-53に本社を置く、空知管内で最初（1897年）に創業された土木建設会社。

## 概要

### 事業内容
施工関連の事業
- 土木工事業
- 建築工事業
- 大工工事業
- とび・土木工事業
- 鋼構造物工事業
- 水道施設工事業
- 管工事業

### 本社
- 本社:〒079-0181　北海道岩見沢市岡山町12-53
  - かつて北海道岩見沢市10条東1丁目にあった

### 役員構成
| 役職           | 氏名     | 出身校 | 備考                        |
| -------------- | -------- | ------ | --------------------------- |
| 代表取締役社長 | 石井善昭 |        |                             |
| 専務取締役     | 横山斉   |        | （監理技術者）              |
| 常務取締役     | 内山年一 |        |                             |
| 取締役         | 大森正昭 |        | 北海道中央バス（株） 監査役 |

## 沿革
- 1897年4月1日 : 勝井森太郎が創立者となって勝井森太郎土木建築請負業「勝井組」創立
- 1928年4月1日 : 勝井勝太郎家督相続（現会社の設立者）
- 1948年8月16日 : 勝井勝太郎が勝井建設工業株式会社組織変更 資本金80万円
- 1952年3月12日 : 資本金を160万円に増資
- 1955年12月26日 : 資本金を300万円に増資
- 1957年4月1日 : 代表取締役社長 勝井勝太郎が退任し勝井勉が就任
- 1965年3月10日 : 資本金を500万円に増資
- 1971年11月11日 : 資本金を800万円に増資
- 1980年7月 : 泰進建設の子会社化に伴い、北海道中央バス株式会社のグループとなる
- 1980年8月11日 : 臨時株主総会において泰進建設伊藤公一が取締役に就任
- 1981年3月15日 : 資本金を2000万円に増資
- 1984年6月27日 : 代表取締役社長 勝井勤が退任し菊池忠吉が就任。北海道中央バス株式会社が株式会社泰進建設全株式を譲渡し、泰進建設の子会社となる。
- 1986年10月31日 : 代表取締役社長 菊池忠吉が退任し渋川勝石が就任
- 1988年4月13日 : 代表取締役社長 渋川勝石が退任し後藤藤夫が就任。本社を現在地に移転
- 1989年4月1日 : 資本金5000万円に増資
- 1996年6月21日 : 代表取締役社長 後藤藤夫が退任し芥川勝行が就任
- 1997年4月 : 創立100年記念日
- 2003年6月20日 : 代表取締役社長 芥川勝行が退任し石井善昭が就任

## 主な施工実績
- 経営体新北部第1工区工事（新十津川町）
- 経営体新西部第51工区工事（新十津川町）
- 南光園処理場雨水滞水池建築工事（岩見沢市）
- 平成22年度北1条団地建築主体工事（岩見沢市）
- (仮称)ファミール北8条大規模改修工事（札幌市）
- (仮称)ブランズ南郷18丁目マンション新築工事（札幌市）
- (仮称）ブランズ北24条ウエスト新築工事（札幌市）
- 平岸パークマンション第2回大規模修繕工事（札幌市）
- ヴェルビュ白石大規模改修工事（札幌市）
- (仮称)北31条東19高齢者専用住宅及びメディカルモール新築工事（札幌市）
- 駅北土地区画整理事業地下工作物撤去工事（岩見沢市）
- 平成21年度日の出台団地建替建築主体工事4工区（岩見沢市）
- マクドナルド岩見沢大和タウンプラザ店新築工事（岩見沢市）
- コープさっぽろ岩見沢店新築工事（岩見沢市）
- 経営体南学田第1工区工事（岩見沢市）
- 東千歳外(19)倉庫新設等建築その他工事（千歳市 他）
- 西28丁目パークマンション大規模改修工事（札幌市）
- JR岩見沢複合駅舎（岩見沢市）
- 上江別ショッピングセンターC棟およびD棟新築工事(江別市)
- 平成18年度日の出台団地建替建築主体工事2工区（岩見沢市）
- ダルミ川総合河川改修工事2工区工事（岩見沢市）
- 沼田浄化センター建設工事（沼田町）
- 北広島配送センター工事（北広島市）
- 北村半乾施設仮置倉庫新築工事（岩見沢市）
- クレアシティ円山北4条新築工事（札幌市）
- 空知病院増築、及び改修工事（岩見沢市）
- 江別長沼線交通施設(自歩道)工事2工区（江別市）
- 北海道教育大学岩見沢校校舎内部改修工事（岩見沢市）
- (仮称)円山北5条計画新築工事（札幌市）
- (仮称)菊水4-3マンション新築工事（札幌市）
- 下出マンション新築工事（岩見沢市）
- デンコードー（現ケーズデンキ）岩見沢店工事（岩見沢市）
- 北海道郵便逓送旭川営業所工事（旭川市）
- 滝川ショッピングセンターF棟新築工事（滝川市）
- 北海道道1056号江別長沼線交通施設工事2工区（南幌町）
- 幌向川（特別対策）美流渡地区改修工事（岩見沢市）
- 北村役場庁舎建設工事（岩見沢市北村赤川）
- 輪厚グループホーム新築工事（北広島市輪厚）
- 北海道道81号岩見沢石狩線改修工事（岩見沢市）
- 国道234号岩見沢道路付属物補修外一連工事（岩見沢市 他）